# Neomicroxus
Neomicroxus és un gènere de rosegadors de la família dels cricètids.

## Descripció

### Dimensions
El gènere Neomicroxus agrupa rosegadors de petites dimensions, amb una llargada de cap a gropa de 74-92 mm i una cua de 63–90 mm.

### Característiques cranials i dentals
El crani és delicat i té el rostre llarg i cònic. El neurocrani és prominent i els arcs zigomàtics són paral·lels. Els forats palatins són curts, mentre que la bul·la timpànica és prominent. Les incisives superiors són llises i ortodontes.

### Aspecte
El pelatge és suau i dens. Les parts dorsals varien del castany fosc al marró-negrós, mentre que les parts ventrals són lleugerament més clares. Les orelles són relativament curtes. Les potes són de color marró fosc i les urpes estan parcialment ocultades per flocs de pèls argentats. Les plantes dels peus tenen sis coixinets carnosos. La cua és aproximadament igual de llarga que el cap i el cos i és lleugerament més clara per sota.

## Distribució
El gènere es troba a la part septentrional dels Andes, des de l'oest de Veneçuela fins al centre de l'Equador.

## Taxonomia
El gènere comprèn dues espècies.
- Neomicroxus bogotensis
- Neomicroxus latebricola